# Estação Pino Suárez
A Estação Pino Suárez é uma das estações do Metrô da Cidade do México, situada na Cidade do México, entre a Estação Merced, a Estação Isabel la Católica, a Estação Zócalo e a Estação San Antonio Abad. Administrada pelo Sistema de Transporte Colectivo, faz parte da Linha 1 e da Linha 2.
Foi inaugurada em 4 de setembro de 1969. Localiza-se no cruzamento da Avenida José María Iza Zaga com a Rua Pino Suárez. Atende o bairro do Centro, situado na demarcação territorial de Cuauhtémoc. A estação registrou um movimento de 22.043.209 passageiros em 2016.